# Ая Тарик
Ая Тарик (араб. آية طارق‎, англ. Aya Tarek; 1990, Александрия, Египет) — египетская художница, работающая преимущественно в направлении стрит-арт и граффити. Несмотря на то, что уличное искусство расцвело в Египте после Революции 2011 года, работы Тарик стали появляться на стенах Александрии ещё в 2008 году, когда ей было всего 18 лет. Тарик также создавала муралы и внутри помещений, которые помогали ей, по её мнению, быть воспринимаемой серьёзно в качестве художницы. Тем не менее, она продолжает подчёркивать важность уличного искусства, доступного для всех.

## Биография
Ая Тарик родилась в 1990 году. Её дед был графическим дизайнером. В 2008 году она начала работать в направлении стрит-арт.

## Карьера
Тарик рассматривается многими специалистами в качестве главной уличной художницы в Египте.
Ая Тарик появилась в нескольких независимых фильмах, в том числе в фильме Ахмеда Абдаллы «Микрофон» (англ. Microphone), который исследует художественный мир Александрии. В одной из своих работ, «Как испортить твой разум?» (англ. How to Fuck up Your Mind?), Тарик изображает мгновенный взлёт и падение славы художника граффити. Анимационный фильм отображает также личный опыт Тарик отношений со средствами массовой информации и то, как они повлияли на неё. Будучи откровенным критиком, Тарик использует несколько художественных площадок, специализирующихся на граффити, для выражения своих взглядов и донесения их до других в общественных местах. Она объясняет свою философию тем, что граффити «не о том, чтобы быть богатым или занимать своё уединённое место». Тарик активна в социальной сети Facebook и нескольких египетских блогах.
В конце 2012 года Ая Тарик приняла участие в выставке в Бейруте под названием «Белая стена» (англ. White Wall), которая собрала граффитистов со всего мира. Она была организована Бейрутским художественным центром в партнёрстве с Фондом Сарадар и включала в себя работы, как показанные в самом центре, так и расположенные на улицах Бейрута.
Хотя работы Тарик рассматриваются многими специалистами как часть политической повестки дня, она утверждала, что большинство подобных ей художников на самом деле не являются политизированными и не занимаются политикой, как и их искусство, которое делает акцент на стиле и технике, а не на тяжёлой политической тематике. Тарик отмечала, что после революции западный взгляд на Египет резко изменился, поэтому многие художники изображали политические идеалы в своих работах, а она больше заинтересована в создании хорошего искусства, которое может быть оценено больше, чем просто политическое заявление.
Ая Тарик подчёркивает важность уличного искусства, особенно в Египте. Она отмечает чрезвычайную доступность его для общественности, несмотря на жёсткую цензуру, распространённую в её стране. Тарик считает себя художницей-экспериментатором и практикует огромную творческую свободу в своём творчестве.